# 临颍郡
临颍郡，中国南北朝时设置的郡。
北齐天保七年（556年）改颍川郡置临颍郡，治所在邵陵县，约在今河南临颍县西北、漯河市郾城区南。下辖邵陵县、临颍县、曲阳县，隶属于豫州。后来废除曲阳县，汝南郡西平县来属，北周改属舒州。隋文帝开皇三年（583年）废除临颍郡，属县直属豫州。